# SMS Kaiser (1911)
SMS Kaiser – niemiecki okręt liniowy typu Kaiser należący do Cesarskiej Marynarki Wojennej w czasie I wojny światowej.

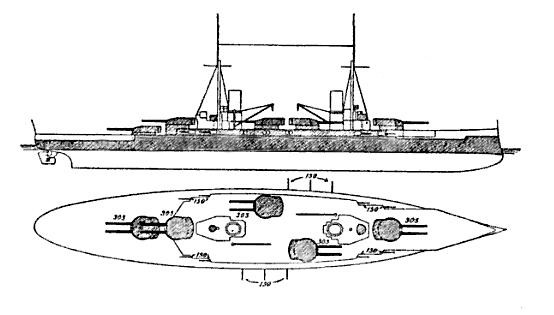
Rzuty pancernika typu Kaiser

Budowę rozpoczęto 9 października 1909 w stoczni w Kilonii, zwodowany 22 marca 1911, służbę w Cesarskiej Marynarce rozpoczął 1 sierpnia 1912. Brał udział w bitwie jutlandzkiej jako część Floty Pełnomorskiej oraz w drugiej bitwie koło Helgolandu 17 listopada 1917 roku.
Po zakończeniu I wojny światowej został wraz z innymi okrętami Floty Pełnomorskiej internowany w bazie Royal Navy w Scapa Flow znajdującej się na Orkadach.
21 czerwca 1919 niemiecka załoga dokonała samozatopienia okrętu, podniesiony z dna w 1929 został złomowany w Rosyth.

## Dane techniczno-taktyczne
- Prędkość maks. i zapas paliwa: 22,1-22,4 węzła; 1000 – 3600 ton węgla (maks.)
- Modernizacja uzbrojenia (przebudowa) 1916–1917: 8 × 88 mm – zmiana na 4 plot. × 88 mm
- Całkowity koszt budowy: 45,6 mln marek